# 苏联万人坑

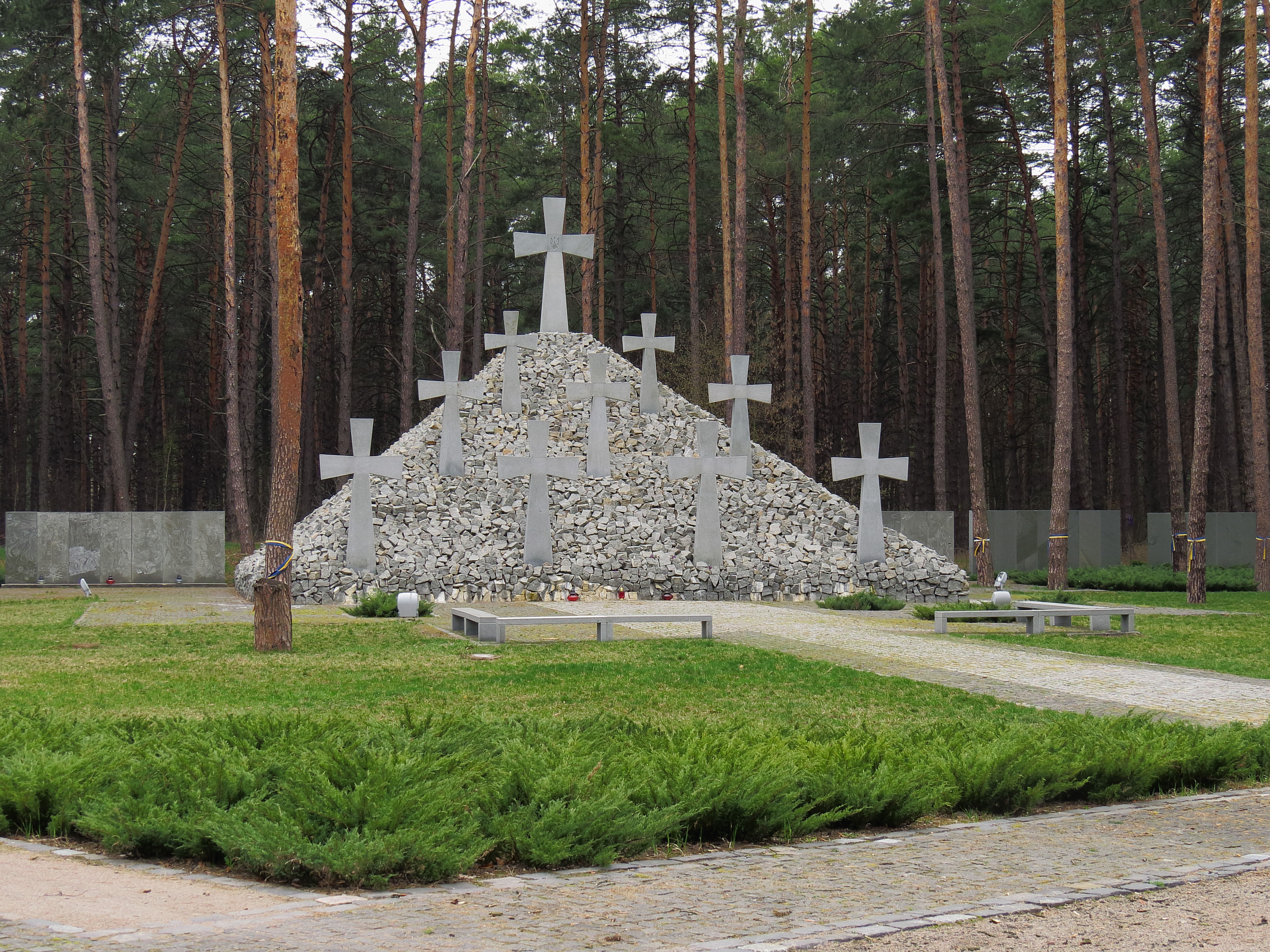
烏克蘭基輔附近的布伊基夫尼亚坟地

苏联万人坑是前苏联境内的秘密掩埋尸体的大型坟冢。這些尸體是在弗拉基米尔·列宁和斯大林统治下，蘇維埃俄國或蘇聯处决的大量苏联公民和外国人。

## 历史
2010年7月，圣彼得堡的彼得保罗要塞附近发现了一座大型坟冢，里面埋有80名在1918-1921年间的红色恐怖中被处决的军官的尸体。至2013年，在同一地点已发现了156具尸体。大约在同一时间，在符拉迪沃斯托克，又有一座斯大林时期的大型坟冢被发现。 